# Inverness Dalcross Airport
Inverness Dalcross Airport (engelska: Inverness Airport) är en flygplats i Storbritannien.   Den ligger i kommunen Highland och riksdelen Skottland, i den norra delen av landet, 700 km norr om huvudstaden London. Inverness Dalcross Airport ligger 9 meter över havet.
Terrängen runt Inverness Dalcross Airport är platt åt nordväst, men åt sydost är den kuperad. Havet är nära Inverness Dalcross Airport åt nordväst. Runt Inverness Dalcross Airport är det glesbefolkat, med 11 invånare per kvadratkilometer. Närmaste större samhälle är Inverness, 12,7 km sydväst om Inverness Dalcross Airport. I omgivningarna runt Inverness Dalcross Airport växer i huvudsak blandskog.